# نادي يوسفية برشيد
النادي الرياضي يوسفية برشيد (بالفرنسية: Club Athletic Yousoufia Berrechid) هو نادي رياضي مغربي من مدينة برشيد تأسس من طرف جمال الدين خليفة سنة 1927، يمارس بالدوري المغربي الممتاز.